# La Captive
Pour les articles homonymes, voir La Captive (homonymie).
Pour plus de détails, voir Fiche technique et Distribution.
La Captive est un film franco-belge réalisé par Chantal Akerman sorti en 2000. 
Le film est librement inspiré du roman La Prisonnière de Marcel Proust, publié en 1923.

## Synopsis
Simon, issu d'une famille riche, habite avec sa grand-mère dans un vaste appartement des beaux quartiers parisiens. Il n'a qu'une obsession et seule occupation : vouer un désir idéal pour Ariane qu'il loge chez lui. Questionneur infatigable malgré son allergie, il n'a de cesse d'investir avec douleur la vie de la jeune femme qui se livre à lui, répond à toutes ses questions, convient de tout, se rend disponible et facilitante, se laisse entreprendre physiquement. Qu'elle croise d'autres personnes, en l'occurrence des femmes pour lesquelles Simon souffre de ne pas tout savoir de leurs mystères, va faire basculer la relation facile dans laquelle, en fait, Ariane ne s'engage en rien, hormis éprouver un amour réel et aménager, pour le bien de son amant, quelques mensonges à la marge. Tout le film sera donc empreint de ce langage singulier, comme une transe dissociative.

## Fiche technique
- Titre : La Captive
- Réalisation : Chantal Akerman
- Scénario : Chantal Akerman et Eric de Kuyper d'après La Prisonnière de Marcel Proust
- Photographie : Sabine Lancelin
- Montage : Claire Atherton
- Musique : Imogen Cooper
- Durée : 119 minutes
- Producteur : Paulo Branco
- Casting : Richard Rousseau
- Costumes : Nathalie du Roscoat
- Décors : Christian Marti, Janou Shammas
- Pays d'origine :  Belgique |  France
- Genre : drame
- Sortie : 27 septembre 2000 ; reprise (version restaurée 4K) : 23 octobre 2024

## Distribution
- Stanislas Merhar : Simon
- Sylvie Testud : Ariane
- Olivia Bonamy : Andrée
- Liliane Rovère : Françoise, la bonne
- Françoise Bertin : la grand-mère
- Aurore Clément : Léa, l'actrice
- Vanessa Larré : Hélène
- Samuel Tasinaje : Levy
- Jean Borodine : le chauffeur
- Anna Mouglalis : Isabelle
- Bérénice Bejo : Sarah